# Puente Genil
Puente Genil ist eine spanische Gemeinde im Südwesten der andalusischen Provinz Córdoba. Die Einwohner und Einwohnerinnen nennen sich Pontaneses bzw. Pontanesas, in der Einzahl Pontanés bzw. Pontanesa.

## Geografische Lage
Puente Genil befindet sich in verkehrlich günstiger Lage im Zentrum von Andalusien. Die Großstädte der Region sind per Bahn und Auto rasch erreichbar: Córdoba liegt in 69 km entfernt, Málaga 110 km, Sevilla 120 km und Granada 150 km. Die Gemeindegrenze ist teilweise identisch mit der Provinzgrenze zur Provinz Sevilla.

## Klima
Puente Genil hat ein Mittelmeerklima mit kontinentalem Einschlag. Im Winter können die Tagestemperaturen unter den Gefrierpunkt fallen, während sie im Sommer 40° Celsius übersteigen können.

## Geschichte

### Vor- und Frühgeschichte
Verschiedene archäologische Fundstücke aus der Umgebung beweisen, dass der Ort schon in der Mittelsteinzeit bevölkert war. Gefunden wurden typische Steinwerkzeuge einer Jäger- und Sammlergesellschaft aus Feuerstein und Quarzit, beispielsweise Faustkeile, Schab- und Schneidwerkzeuge. Aus der Jungsteinzeit hingegen wurden relativ wenige Fundstücke entdeckt. Es handelt sich im Wesentlichen um bearbeitete Tierknochen und menschliche Gebeine aus der Höhle Cueva de los Vientos in der Sierra del Castillo.
Um 3000 vor Christus begannen die Menschen in der Region, Metalle zu bearbeiten. Die Kupfersteinzeit und die Bronzezeit sind in der Gegend in Lagerstätten wie Fuente del Lobo, Cerro del Ahorcado und Camorra de Puerto Rubio gut dokumentiert. In diesen Stätten wurden Überreste von Glockenkeramik gefunden sowie Materialien aus poliertem oder geschnitztem Stein, die als Messer, Äxte, Dechseln oder Sicheln verwendet wurden. Ferner fanden sich Werkzeuge der Metallverarbeitung, beispielsweise Tiegel und Gussformen, sowie eine Vielzahl von Werkzeugen und Waffen, beispielsweise Messer, Pfeilspitzen und Dolche.
Gegen Ende der Bronzezeit erfuhr die Region starke Einflüsse von anderen Gebieten der iberischen Halbinsel und des östlichen Mittelmeers. Das mittlere Geniltal gehört zum tartessischen Einflussbereich und zu seiner Nachfolgerin, der turdetanischen Kultur. Aus dieser Zeit stammen die Dörfer Castellares, Las Gaseosas und La Villeta de las Mestas. Im Heimatmuseum finden sich Fundstücke aus diesen Dörfern, beispielsweise polierte Keramik und Keramikfragmente mit Ritzdekoration, Metallobjekte wie Fibeln oder Pfeilspitzen und korinthische Keramiken aus dem 4. Jahrhundert v. Chr. Weitere Beweisstücke für die iberische Präsenz sind zoomorphe Kalksteinskulpturen aus Grabbeigaben.

## Bevölkerung

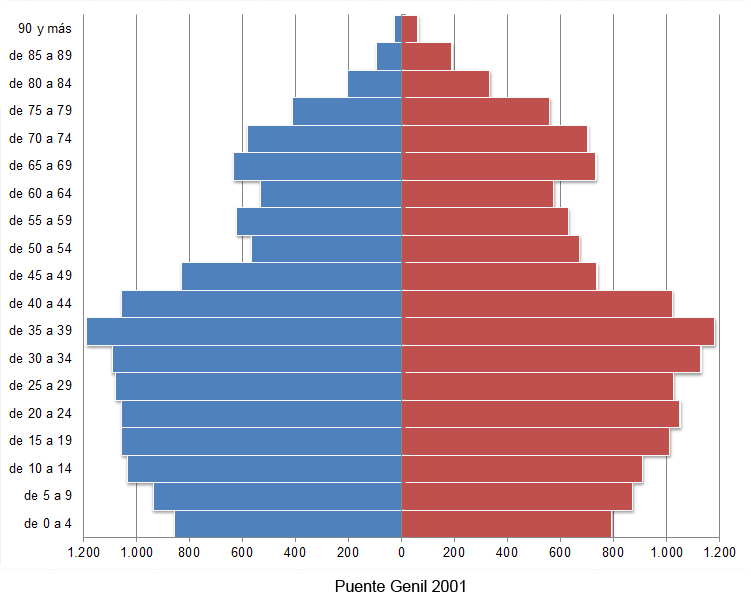
Bevölkerungspyramide 2001

### Gründung und Vereinigung
Ursprünglich hieß die Brücke über den Genil und der nach ihr benannte Ort Pontón de Don Gonzalo oder Puente de Don Gonzalo, nach dem damaligen Ortsadligen. Der Ort wurde zu Zeiten von König Ferdinand III. gegründet, befand sich auf der rechten Seite des Flusses und gehörte zur Provinz Córdoba. Das kleine Dorf Miragenil befand sich am gegenüberliegenden Ufer und gehörte damals zur Provinz Sevilla. Durch königliches Dekret von María Cristina de Bourbon im Dezember 1834 wurden die beiden Gemeinden vereinigt, und die Stadt erhielt ihren bis heute bestehenden Namen Puente Genil.

## Verwaltung

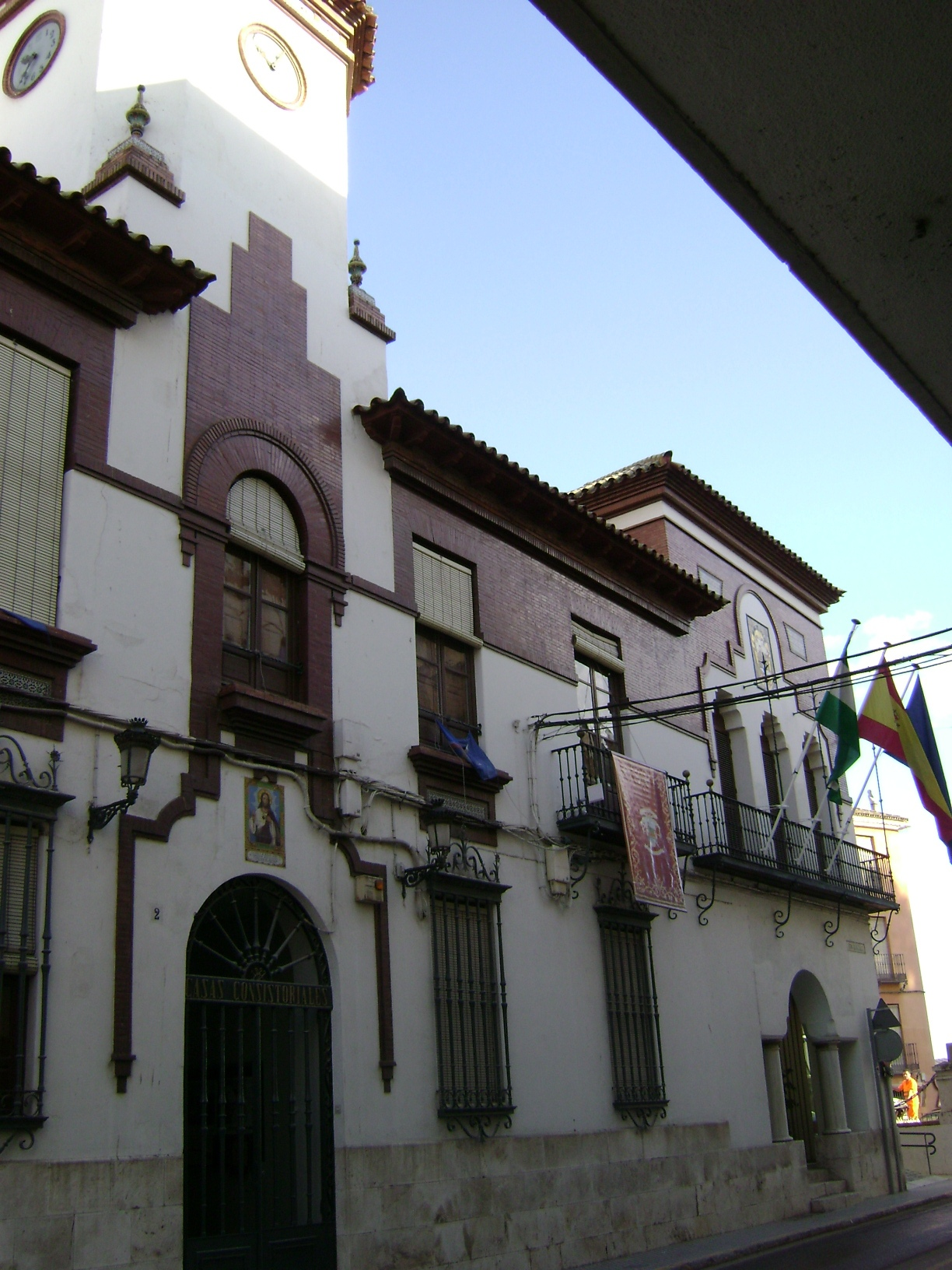
Rathaus (Casa Consistorial)

| Periode   | Name                                                             | Partei                         |
| --------- | ---------------------------------------------------------------- | ------------------------------ |
| 1979–1983 | Manuel García Cejas (1979–80), Miguel Salas Ariza (1980–83)      | PSOE UCD                       |
| 1983–1987 | Manuel Baena Jiménez                                             | PSOE-A                         |
| 1987–1991 | Miguel Vallejo Berral (1987–90), Joaquín Cortés García (1990–91) | PSOE-A                         |
| 1991–1995 | Joaquín Cortés García                                            | PSOE-A                         |
| 1995–1999 | Miguel Vallejo Berral                                            | Unidad Genilense Independiente |
| 1999–2003 | Manuel Baena Cobos                                               | IU                             |
| 2003–2007 | Manuel Baena Cobos                                               | IU                             |
| 2007–2011 | Manuel Baena Cobos                                               | IU                             |
| 2011–2015 | Esteban Morales Sánchez                                          | PSOE-A                         |
| 2015–2019 | Esteban Morales Sánchez                                          | PSOE-A                         |

## Wirtschaft

### Industrie
Puente Genil ist eine der am stärksten industrialisierten Gemeinden der Provinz Córdoba. Dominanter Faktor ist die Agrar- und Lebensmittelindustrie, beispielsweise die Herstellung von Olivenöl, industriellem Gebäck, Obst- und Gemüsekonserven. Von großer Bedeutung sind auch Produkte für den Bau.
In den letzten Jahren hat die Stadt ein starkes Wachstum des Sektors für elektrische Beleuchtung erlebt. Auch andere Industriezweige wie Möbel- und Holzbau, Keramik, Elektromechanik, Herstellung von Handhabungs- und Hebezeugen, chemische Produkte und Seifen, Textilbetriebe, Vertriebs- und Logistikunternehmen sind vertreten. Auch Handwerksbetriebe für Bronzeguss, Holz- und Intarsienarbeiten, Töpferei und Stickerei konnten sich halten.
Weithin bekannt ist die Weinkellerei Bodegas Delgado. Sie wurde 1874 gegründet. Ihre Weine und Sherrys werden in amerikanischen Eichenfässern gelagert und unter der Herkunftsbezeichnung Montilla-Moriles gehandelt.

### Landwirtschaft
Die wichtigsten landwirtschaftlichen Produkte sind Oliven, Wein und Quitten. Die Gesamtfläche der Olivenhaine in diesem Gebiet beträgt 9.927 Hektar, was 64,73 % der gesamten Anbaufläche entspricht. Der überwiegende Teil der Produktion ist für die Gewinnung von Öl bestimmt. Die Fläche für Weinbau beträgt 366,08 Hektar, was etwa 2,3 % der in Puente Genil angebauten Fläche ausmacht. Das warme und trockene Klima und die Typologie der Böden begünstigen den Weinbau.

### Verkehr

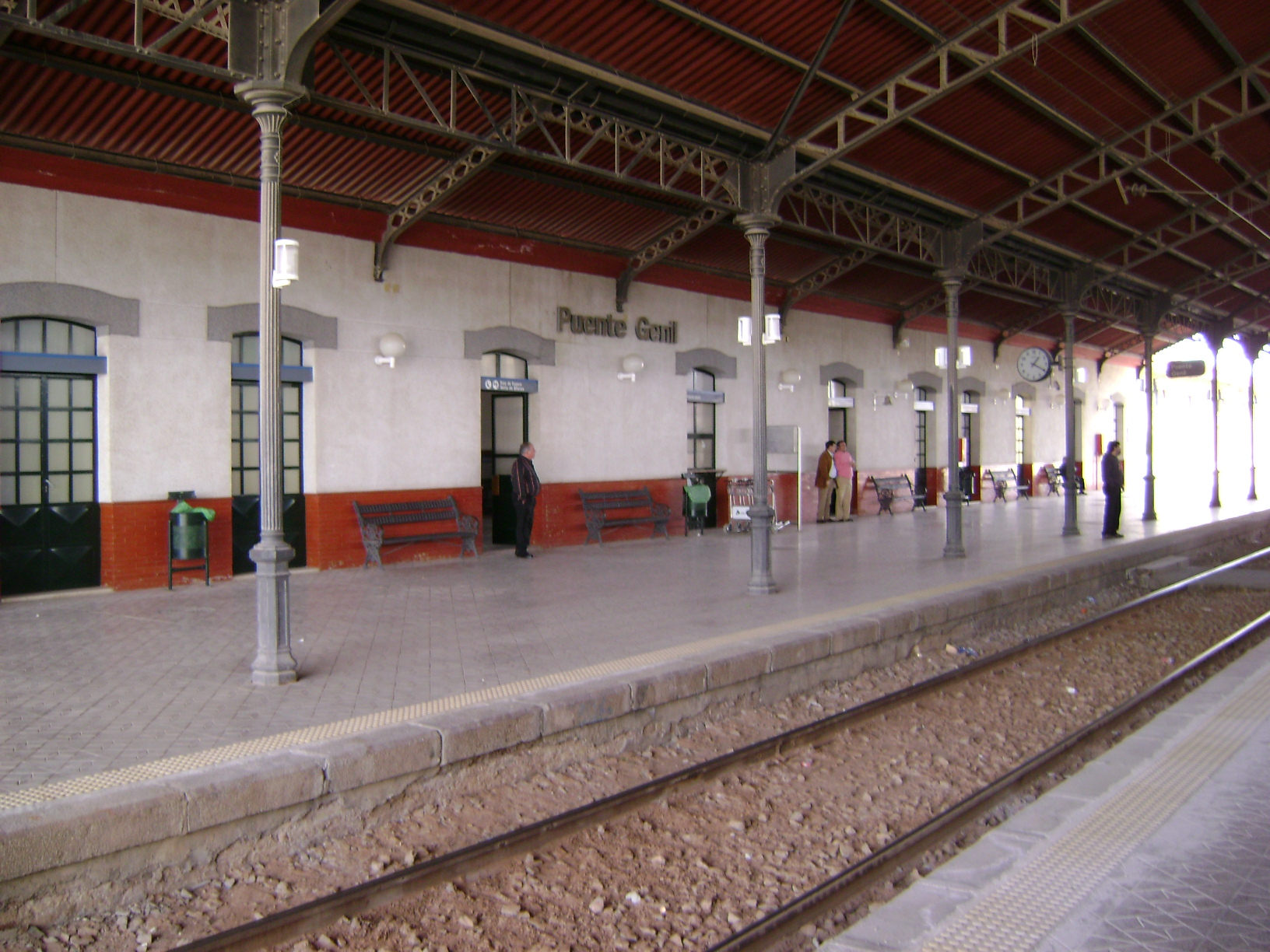
Alter Bahnhof von Puente Genil

### Alter Bahnhof
Der alte Bahnhof Estación de Puente Genil im Zentrum dient nur noch als Güterbahnhof.

### Personenbahnhof Puente Genil – Herrera

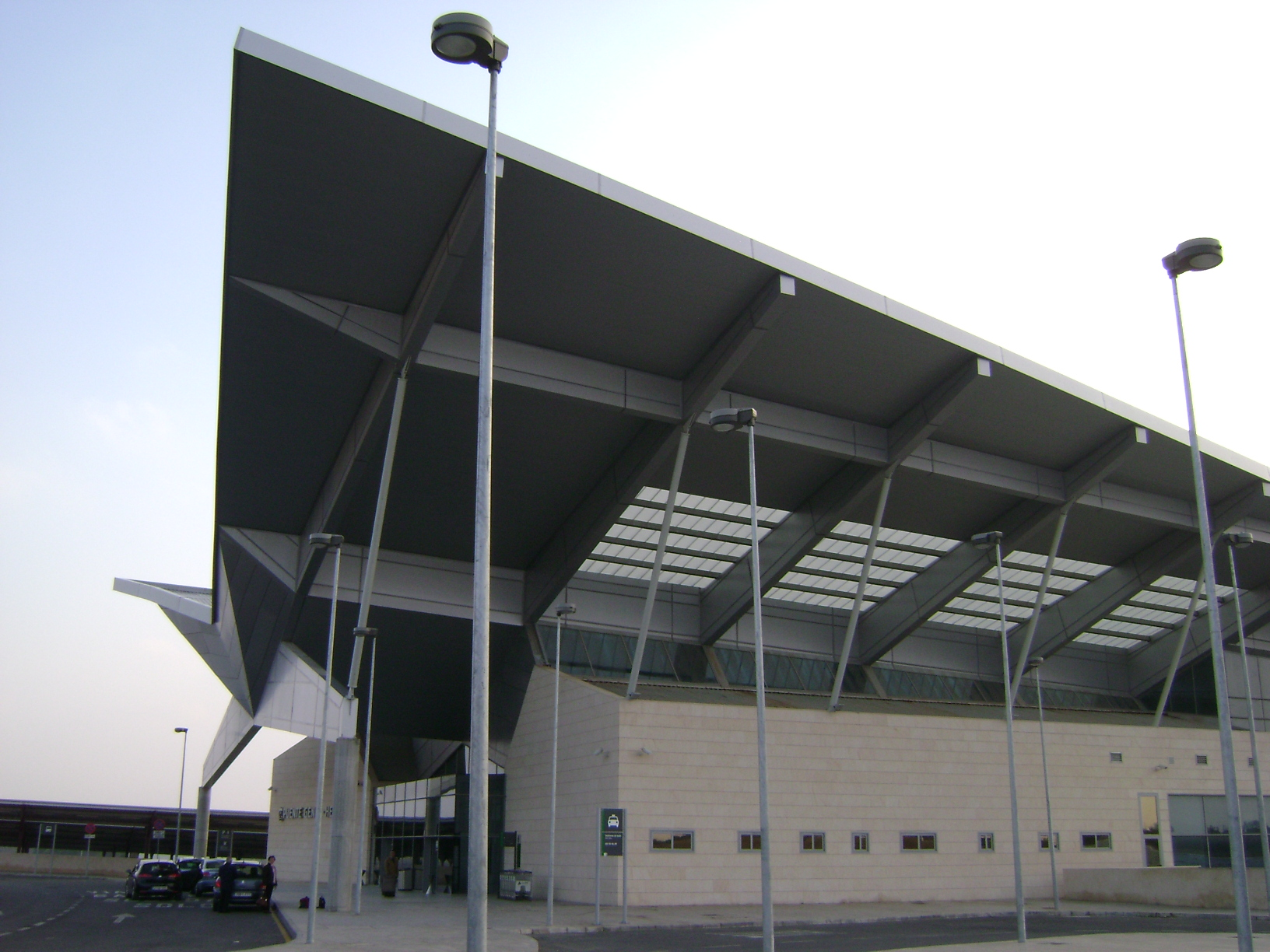
Bahnhof Puente Genil – Herrera

Der moderne Bahnhof Estación de alta velocidad befindet sich 4 km außerhalb der Stadt, zwischen Puente Genil und Herrera. Mehrmals täglich gibt es von dort Verbindungen nach Sevilla, Málaga, Córdoba, Madrid, Saragossa und Barcelona.
Äußeres Kennzeichen des modernen Bahnhofs ist das ausladende Dach. Darunter wurde das Fahrgastgebäude in Form einer erhöhten Passage mit Blick auf die Gleise errichtet. In dieser Passage mit 1.550 m² Grundfläche sind Dienstleistungen wie Reisezentrum, Cafeteria, Gewerbe und ein 410 m² großes Foyer untergebracht. Der Höhenunterschied zwischen den Bahnsteigen und der Passage beträgt etwa sechseinhalb Meter. Rolltreppen und Panoramaaufzüge führen hinunter zu den vier Gleisen. Der Bahnhof verfügt über vier Gleise, zwei durch das zentrale Gebäude und zwei durch seitliche auffällige Zeltbauten. Der Parkplatz mit einer Kapazität von 250 Stellplätzen ist von Vordächern überdacht, ähnlich wie die der Bahnsteige.

## Gebäude und Monumente

### Historische Bauten

#### Römische Villa vonFuente Álamo

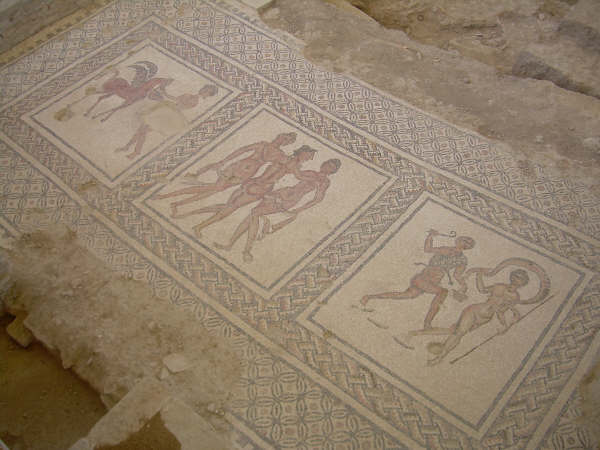
Mosaik Drei Grazien in der römischen Villa von Fuente Álamo

Die Villa wurde im 3. Jahrhundert nach Christus erbaut und bestand bis zum 6. Jahrhundert. Ihre Bauten verteilen sich zu beiden Seiten eines Bachs. Im 4. und 5. Jahrhundert erreichte sie ihren größten Glanz und Luxus. Möglicherweise diente einer der Räume vor der Christianisierung als Kultstätte für den orientalischen Gott Mithras. Falls dem so ist, handelt es sich um das beste erhaltene Mithras-Heiligtum der iberischen Halbinsel. Bei den jüngsten Ausgrabungen wurde zudem festgestellt, dass die Villa des 3. Jahrhunderts auf dem Gelände eines ehemaligen öffentlichen Bads begründet wurde. Aus dem ersten Jahrhundert datiert eine Anzahl von Becken, einige mit gekrümmtem Grundriss.
Einen großen Teil des Geländes nimmt ein System von Lagerräumen für Vorräte auf der Nordseite ein. Dort wurde Getreide gelagert, jedoch vermutlich kein Wein und kein Öl. Die Getreidespeicher waren in erhöhter Lage erbaut und mit Lüftungskanälen versehen, durch die warme Luft strömte, was den Weizen vor Verrottung schützte.
Der südliche Teil der Villa liegt auf der anderen Seite des Baches und ist außergewöhnlich gut erhalten. Er ist mit dem nördlichen Teil durch eine 38 Meter lange Galerie verbunden, die über den Bach führte. In diesem südlichen Teil befindet sich eine quadratische Aula mit Apsiden an allen vier Seiten. Den Fußboden bildet ein Mosaik, das in der Mitte den Nil als Flussgott darstellt und in den Vignetten einen Kampf zwischen Pygmäen und Kranichen. Daneben befinden sich die Bäder, deren Hypokaustum in recht gutem Zustand erhalten ist.
Der vornehme Teil der Villa ist für seine Fülle an Mosaiken bekannt. Diese bildeten den wichtigsten archäologischen Grund für die Ausgrabungen. Als Ausdruck der sozialen Stellung und des Reichtums des Besitzers galten sie als kostspieliges Luxusobjekt, zu dem nicht jeder Zugang hatte. Die Mosaike von Fuente Álamo gelten als einzigartig im gesamten Römischen Reich.
Während der Zeit des Kalifats von Córdoba wurde ein Teil der Bauten im Norden für eine Ölmühle genutzt. Andere Teile wurden von einer dörflichen Gemeinschaft besetzt, die die vorhandenen Strukturen teilweise bewohnte, zum Teil aber auch plünderte und zerstörte.

#### Castillo Anzur

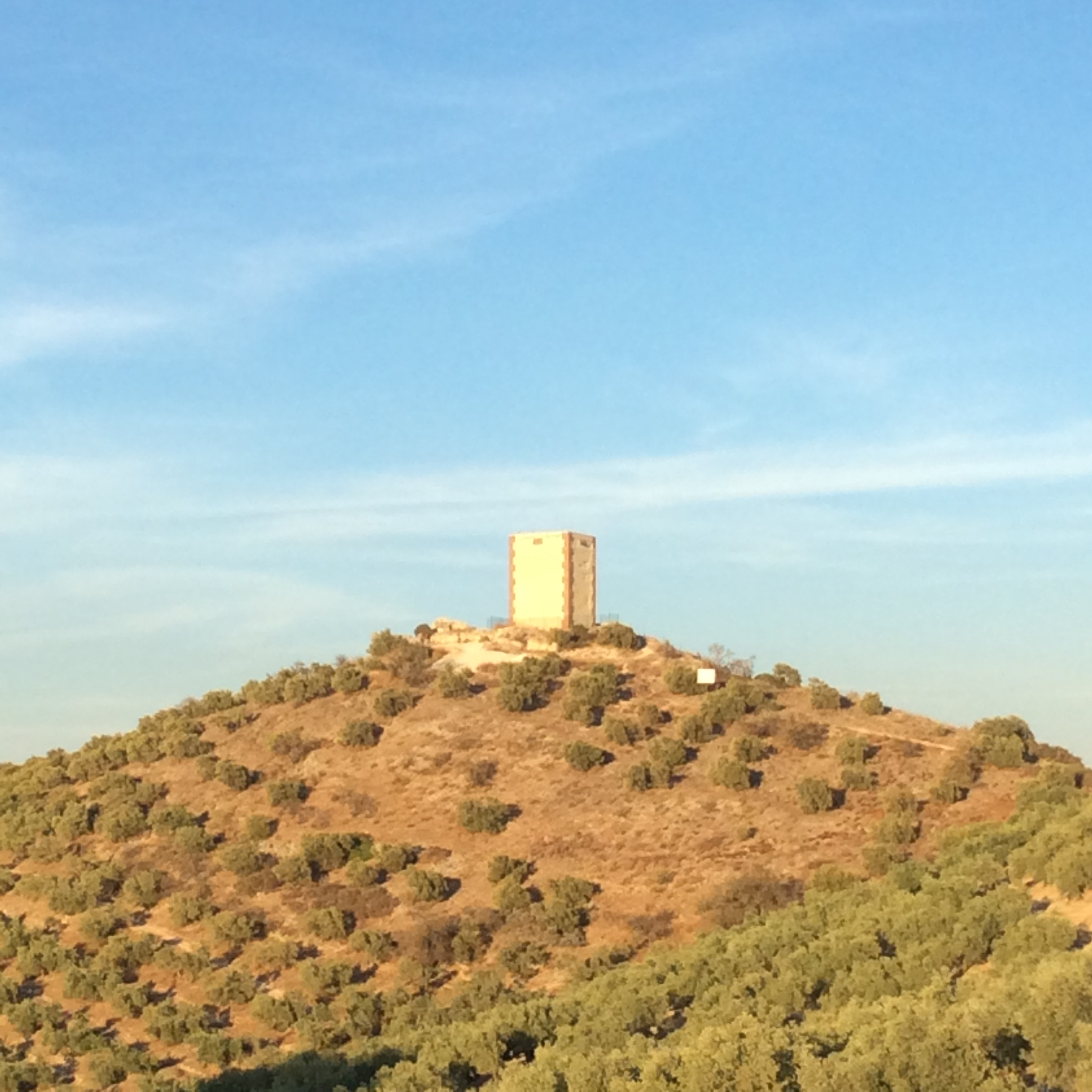
Castillo Anzur

Diese Burg befindet sich auf einer Höhe von 467 Metern auf dem nördlichen Ende eines Bergrückens. Von dort aus dominiert sie einen großen Teil der Landschaft von Córdoba und Sevilla, und besonders die Puente de Don Gonzalo, die Brücke, die zur Gründung von Puente Genil führte. Zu ihren Füßen fließt der Bach Navaluenga. Von Osten her muss sie wegen der Peñarrubia-Schlucht uneinnehmbar gewesen sein.
Die Ursprünge hängen wohl mit der islamischen Eroberung zusammen. Der Name ist jedoch vermutlich nicht arabisch, sondern scheint ein römischer Ortsname zu sein, Aranzuel, abgeleitet von Arienzo, was sich auf eine alte iberische Münze bezieht. Nach der Rückeroberung des Gebiets von 1241 durch Ferdinand III. bildete die Burg Anzur einen wichtigen Punkt der Verteidigungslinie an der muslimischen Grenze. Der Bau aus gotischer Zeit bestand aus einem Lehmgebäude nördlich der Festung, einer Wehranlage mit Türmen und einem großen zentralen Turm. Die Mauerumfriedung und der zentrale Turm entstanden in der ersten Hälfte des 14. Jahrhunderts.

### Zivile Architektur
Puente Genil besitzt mannigfache Beispiele bemerkenswerter Zivilarchitektur: von der Brücke, die die beiden historischen Viertel der Stadt verbindet, über Palastgebäude des achtzehnten und neunzehnten Jahrhunderts bis hin zur Industriearchitektur des späten neunzehnten und frühen zwanzigsten Jahrhunderts, die von der wirtschaftlichen Entwicklung dieser Zeit zeugt.

#### Brücke über den Genil

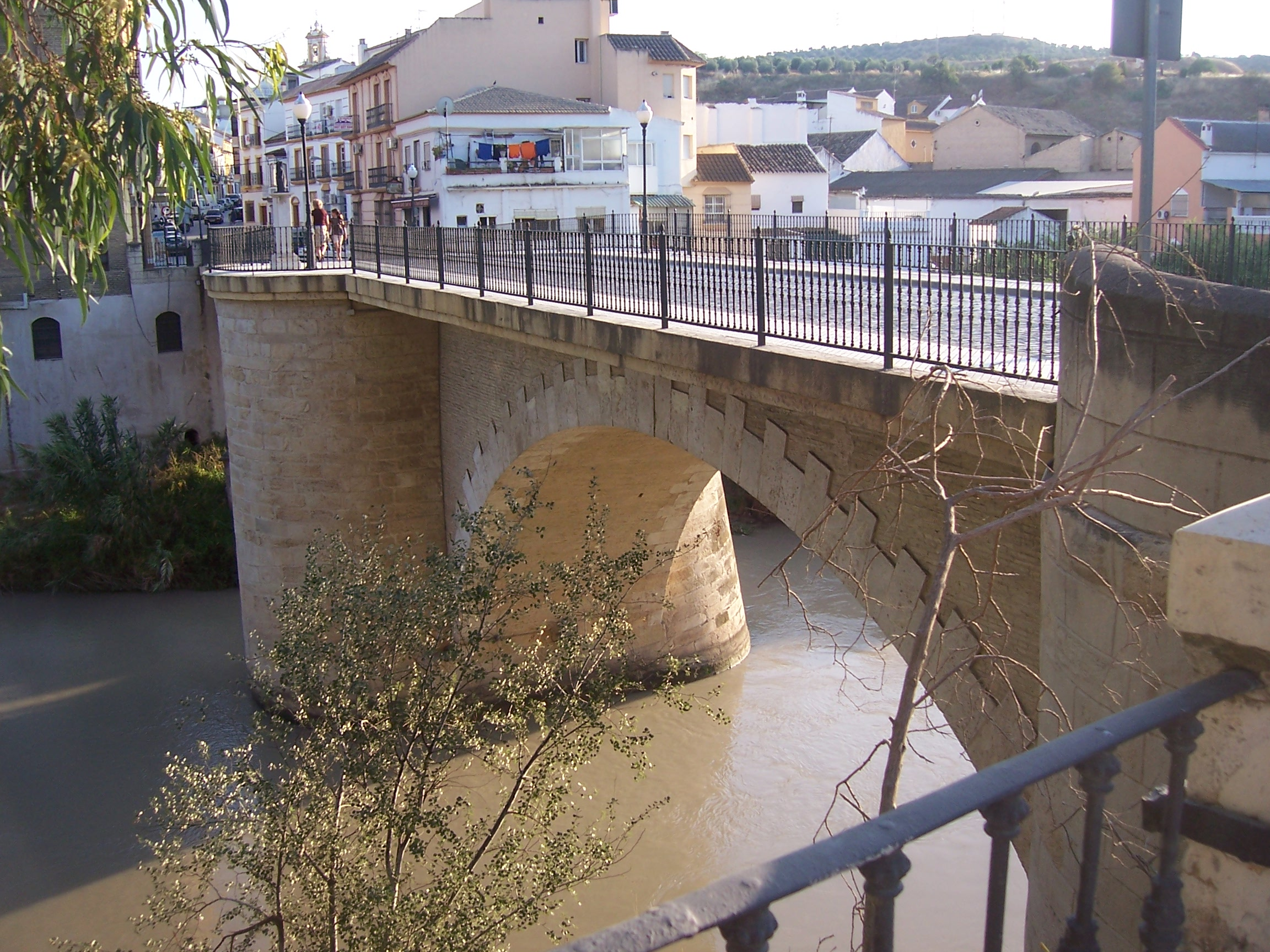
Brücke über den Genil

Die Brücke aus dem 11. oder 12. Jahrhundert, an der sich die Ansiedlung gründete, war vermutlich ein einfacher hölzerner Ponton. Erst 1561 beauftragte der Stadtrat den Architekten Hernán Ruiz II aus Córdoba mit dem Bau eines steinernen Viadukts, das 1583 fertiggestellt wurde. Von ihm ist die große Rundsäule in der Mitte erhalten.
1684 stürzte der Bogen auf der Seite von Miragenil infolge einer Flut ein. 1703 entstanden unter dem Baumeister Matías Solano zwei neue Bögen auf dieser Seite, und 1728 wurde die andere Seite durch den Baumeister Juan Antonio Camacho erneuert. Heute sind die Bögen von Solano erhalten, denn der breite Ziegelbogen auf der anderen Seite wurde 1874 vom französischen Ingenieur Leopoldo Lemoniez errichtet.

#### Mayordomíader Herzöge von Medinaceli
Die Mayordomía der Herzöge von Medinaceli ist ein großzügig bemessener Palazzo aus dem 18. Jahrhundert. Die barocke Hauptfassade in der Calle Don Gonzalo ist mit Wappen und kunstvoll gestalteten Balkonen geschmückt. Rote Jaspissäulen verzieren den eleganten Innenhof. Im Inneren sind das Haupttreppenhaus und der goldene Saal mit seinen wertvollen Möbeln bemerkenswert.

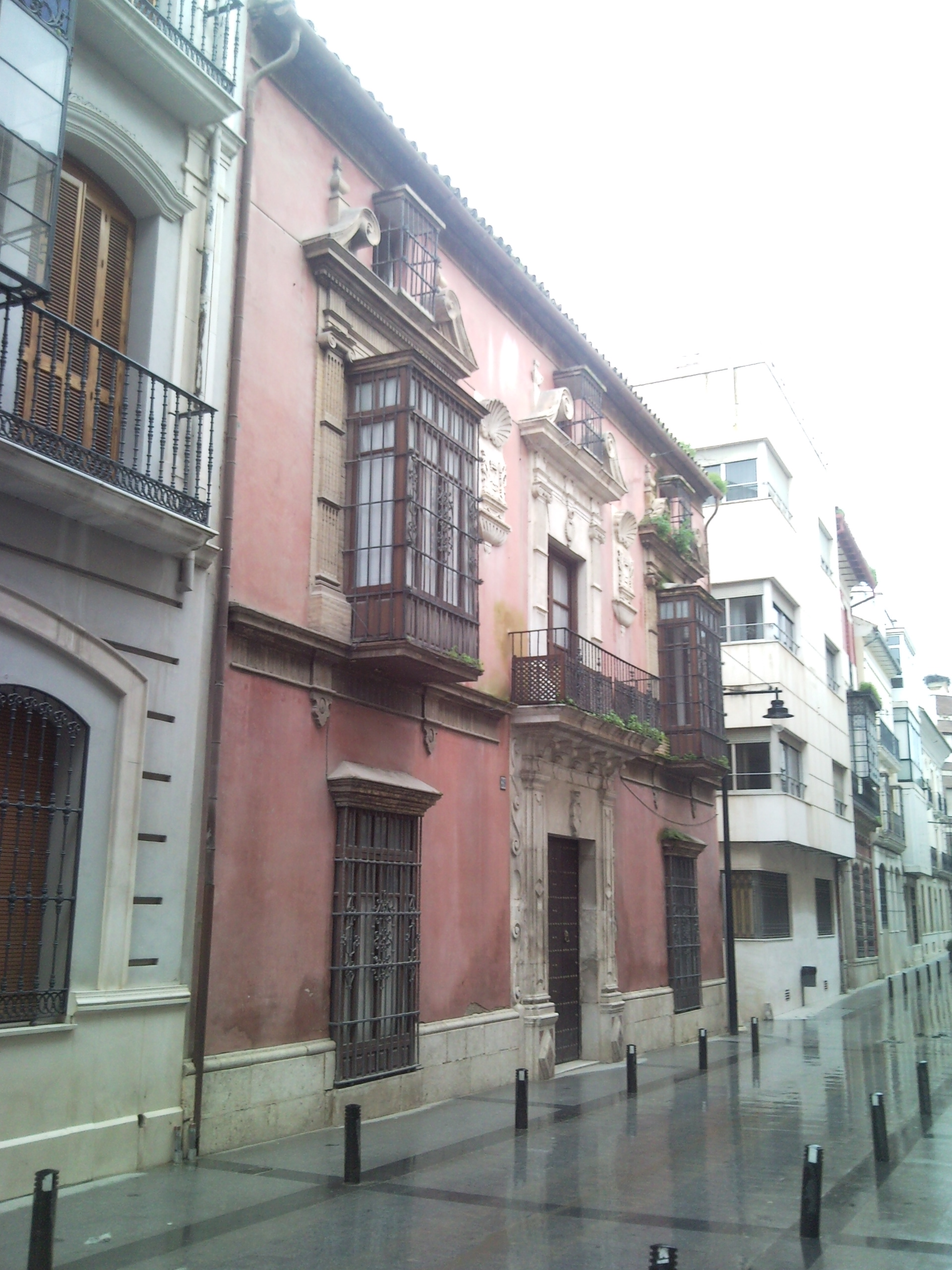
Hauptfassade in der Calle Don Gonzalo
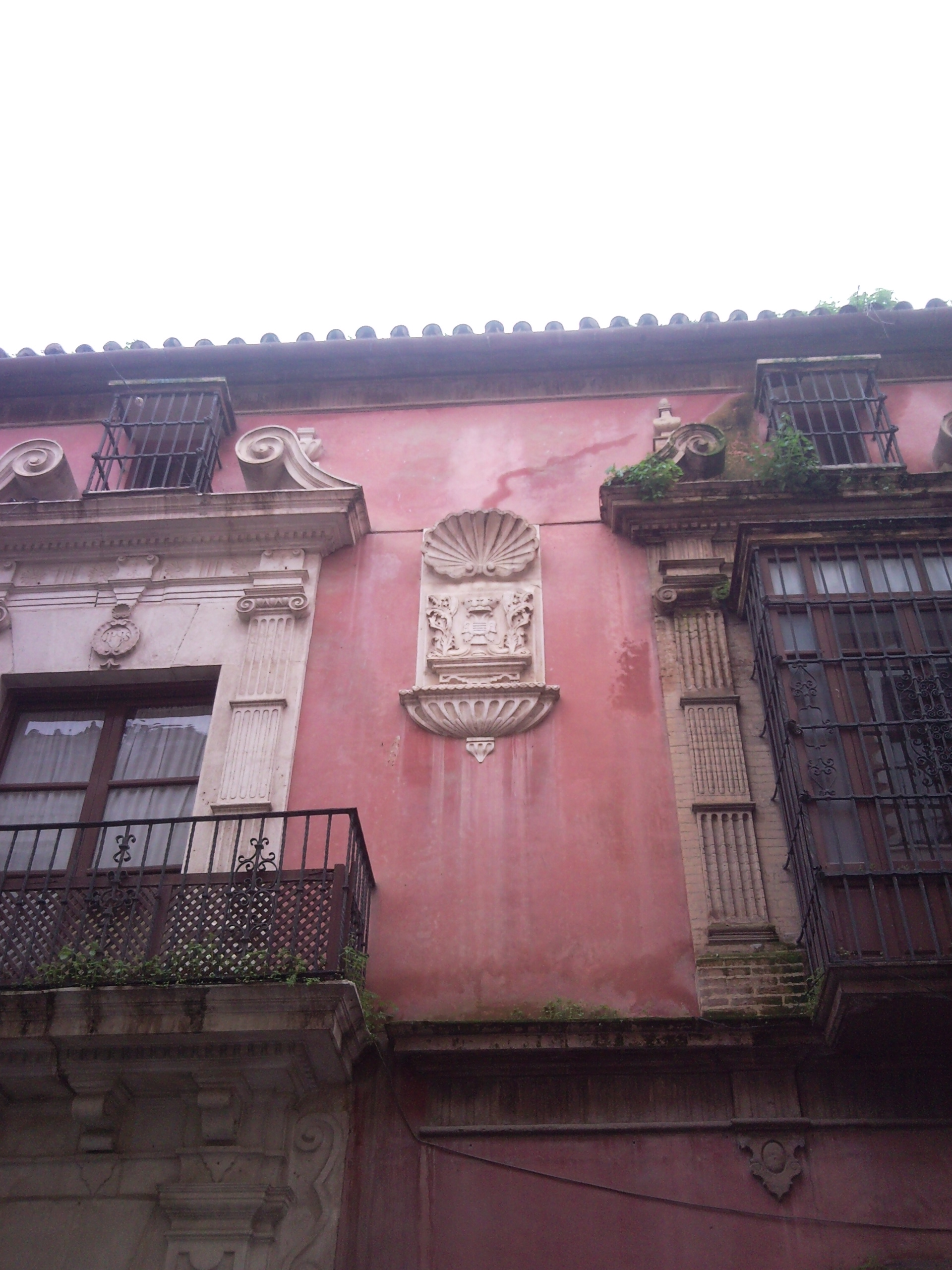
Wappen der Herzöge von Medinaceli an der Hauptfassade
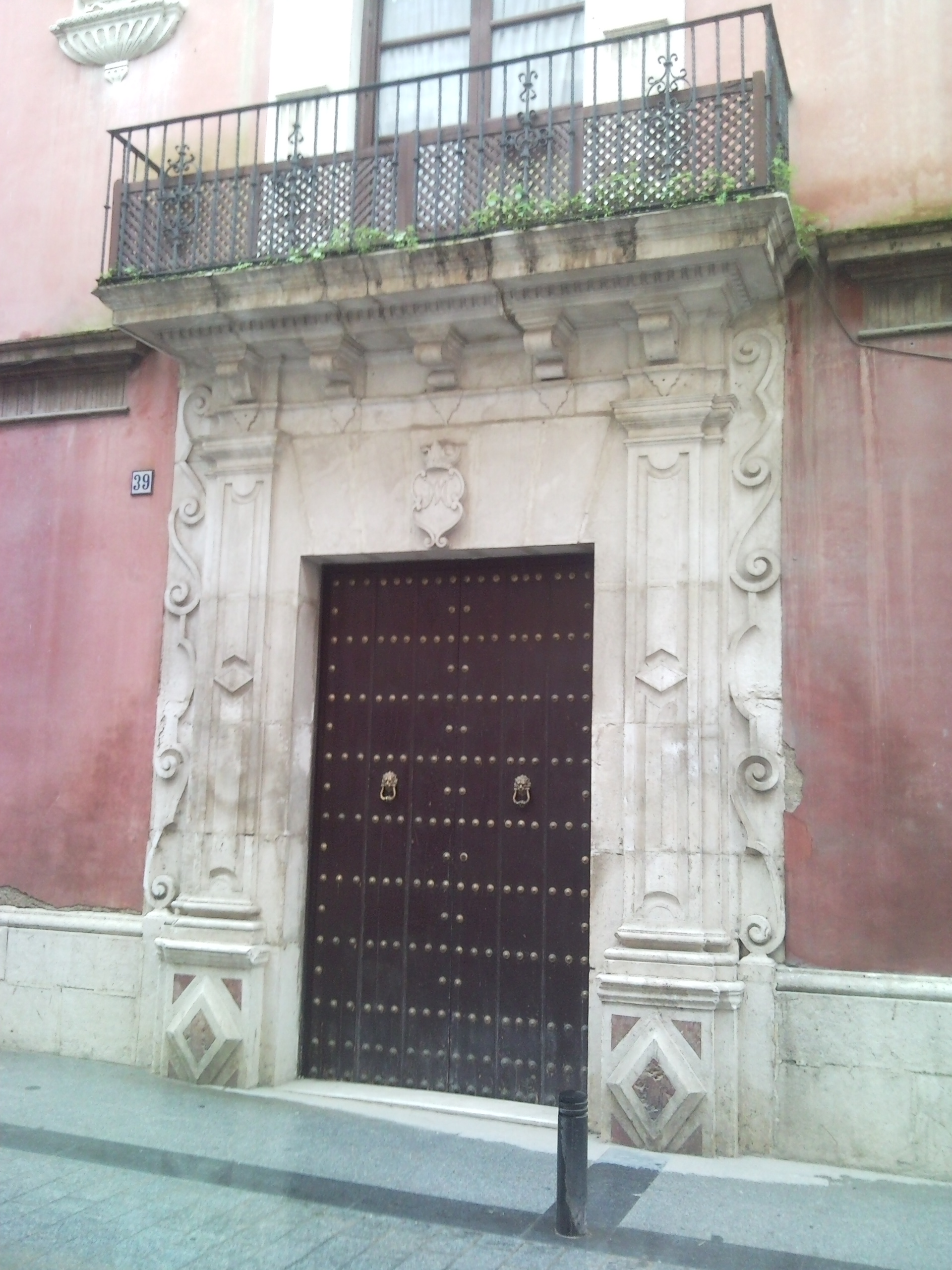
Portal
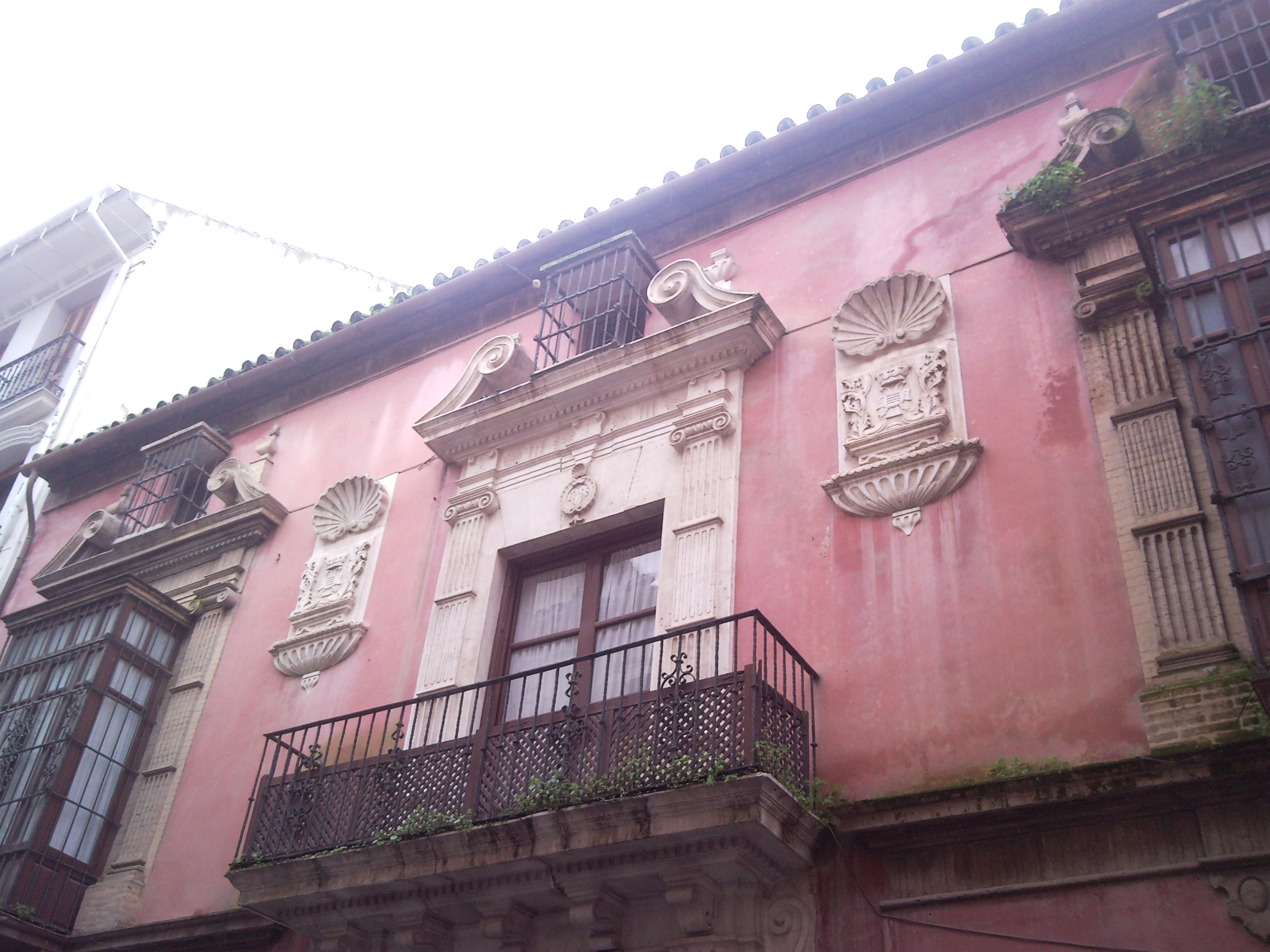
Balkon in der Beletage

#### Teatro Circo
Der Bau im eklektischen Stil von Rodrigo García wurde 1902 eingeweiht. Er befindet sich im historischen Stadtviertel La Isla. Nach dem Hochwasser von 1963 blieb er drei Jahrzehnte geschlossen, bis er im Februar 1995 neu eröffnet wurde. Die ursprünglichen wertvollen Bühnenvorhänge und der kostbare Kronleuchter gingen verloren und wurden durch weniger edles Material ersetzt.
Neben dem Freilichttheater im Parque de los pinos ist das Teatro Circo die größte Bühne von Puente Genil. Sie bietet 288 Publikumsplätze.

#### Liceo mercantil
Der Liceo mercantil, der Handelsklub, wurde 1897 von Antonio López Muñoz nach einem Entwurf von Rodrigo García erbaut. Als Vorbild diente der venezianische Palazzo Vendramín-Calerqi. Um der Wirkung dieses Vorbilds nahezukommen, wurde für die Fassade weißer Kalkputz verwendet, was sonst in Puente Genil nicht üblich ist. Das Gebäude blieb seit seiner Erbauung praktisch unverändert und ist in einwandfreiem baulichem Zustand. Die verzierten Balkone und Fenster im Erdgeschoss bieten Ausblick auf das Flussufer und Obstgärten. Bemerkenswert sind die gusseisernen Säulen und die eiserne Treppe.
Derzeit nutzt die Stadtverwaltung die Räume im zweiten Stock.

#### Cortijo Las Monjas
Der Cortijo Las Monjas ist ein Gutshaus mit einer Wohnfläche von 573 m². Es wurde 1869 erbaut und diente als Ordenshaus einer Gemeinschaft des Paulus von Theben, die aus Lepoglava in Kroatien vertrieben worden war. Es wird vermutet, dass diese Ordensgemeinschaft die Kunst der Klöppelspitze nach Andalusien gebracht habe. Das Gebäude ist bemerkenswert aufgrund seiner exponierten Lage auf einem Hügel und seinem Erscheinungsbild im typisch andalusischen Stil.

### Sakralbauten

#### Beschreibung
In Puente Genil befindet sich eine Vielzahl von historischen Kirchenbauten, von denen die meisten noch für Gottesdienste genutzt werden. Oft sind sie reich ausgestattet mit historisch und künstlerisch wertvollen Gemälden, Skulpturen, Schnitzwerken, Haupt- und Nabenaltären mit kunstvoll gestalteten Retabeln, häufig verziert mit Nischen, Schreinen und Säulen und überdacht von einer Attika. Besonders stark vertreten ist die Barockzeit, aber auch aus dem Klassizismus, dem 19. Jahrhundert bis hin zum Eklektizismus und zur Gegenwart finden sich zahlreiche Exemplare. Häufige Motive der Bilder und Skulpturen sind die Stadtpatrone, die heilige Maria und Jesus von Nazaret, sowie Franziskus, Apostel und Märtyrer.
- Die Pfarrkirche Nuestra Señora de la Purificación[15] ist die älteste Kirche der Stadt und die Haupt-Pfarrkirche. Die mittelalterliche Grundstruktur ist jedoch immer noch erkennbar. Ihre heutige klassizistische Anmutung ist auf große Arbeiten im 19. Jahrhundert zurückzuführen. Zu den Kirchenschätzen gehört reich ein mit Bildwerken und Goldschmiedekunst verzierter Tabernakel aus dem 18. Jahrhundert.
- Die Pfarrkirche Santiago el Mayor wurde 1705 eingesegnet. Von der Vorgängerkirche von 1630 und der noch älteren Kapelle Santa Lucía de los Tejares von 1616 ist nichts erhalten geblieben.
- Das Sanctuario Nuestro Padre Jesús Nazareno[16] war ursprünglich eine einfache einschiffige Kapelle außerhalb der Stadt. Im 19. Jahrhundert fand eine umfassende Neugestaltung statt. Die Innenausstattung zeichnet sich durch eine besonders reichhaltige und wertvolle Vielfalt von Kunstwerken aus, darunter ein reich verzierter Schrein, der dem Kirchenpatron Jesus von Nazaret gewidmet ist. Er wird nahezu täglich von zahlreichen Gläubigen besucht. 2014 verlieh der Bischof von Córdoba der Kirche den Titel eines Diözesanheiligtums.
- Die neogotische Pfarrkirche Nuestra Señora del Carmen war ursprünglich die Kapelle der früheren industriellen Getreidemühle gleichen Namens, die bis 1917 existierte.
- Die Iglesia de la Concepción, die der Patronin der Stadt geweiht ist, wurde in der zweiten Hälfte des 18. Jahrhunderts erbaut. Die Hauptfassade von 1799 zeigt den Beginn der neoklassischen Ästhetik.
- Die Kirche Nuestra Señora de la Victoria wurde im 17. Jahrhundert erbaut. Sie war ursprünglich Teil eines Konvents der Paulaner. Dessen angrenzendes Gebäude dient heute als historisches Museum der Stadt. Im Inneren der Kirche sind die zahlreichen barocken Altarbilder bemerkenswert, deren Größtes allerdings stark verwittert ist.
- Die 1705 vollendete Iglesia de los Ángeles y San Francisco gehörte ursprünglich zu einem Kloster der barfüßigen Franziskaner, das 1664 aufgegeben wurde. In dieser Kirche wird an jedem Palmsonntag die Semana Santa ausgerufen. Außerdem finden dort viele Instrumental- und Chorkonzerte statt.
- Die modern und funktional gestaltete Kirche Realeza de María[17] wurde 1955 eingesegnet. Sie gehört zum angrenzenden, 1904 gegründeten Kollegium der Mariengesellschaft.
- Nuestra Señora de los Desamparados[18] ist ein moderner Neubau, der 2001 anstelle einer im Vorjahr abgerissenen neogotischen Vorgängerkirche von 1925 erbaut wurde. Jedes Jahr im Mai findet ausgehend von der Kirche eine Prozession zu Ehren der Kirchenpatronin statt.
- Die Ermita del Dulce Nombre de Jesús[19] wurde von 1583 bis 1589 erbaut. Sie war die Kirche der Ordensbruderschaft gleichen Namens. 1786 lag sie in Trümmern, 1790 wurde sie wiedererbaut. Bemerkenswert sind unter anderem die Kassettendecke im Chor und ein Schrein mit einer aus Holz geschnitzten Mariendarstellung.
- Die kleine barocke Kapelle Señor del Río[20] wird nicht mehr für Gottesdienste genutzt.

#### Bildergalerie

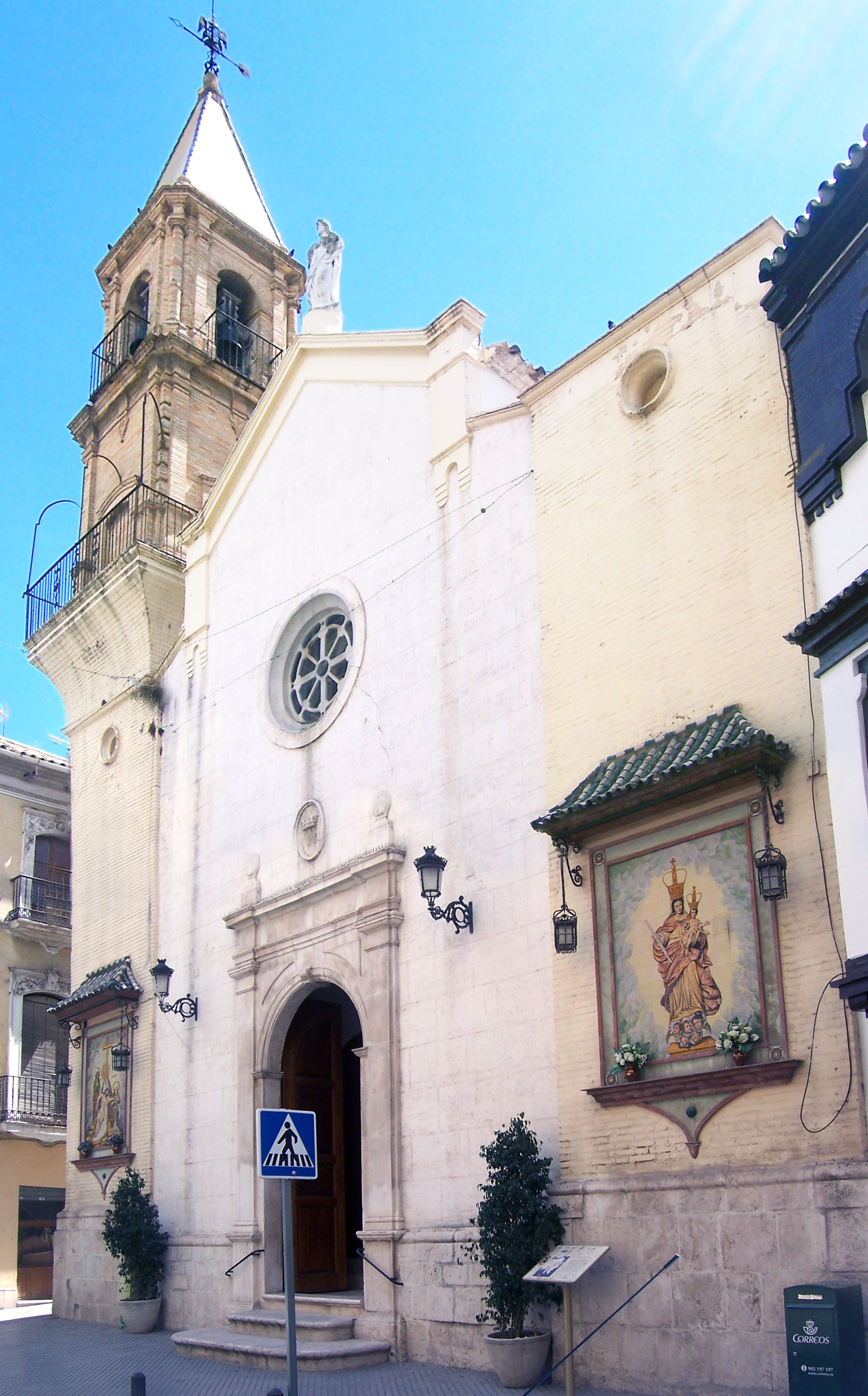
Fassade der Pfarrkirche Nuestra Señora de la Purificación
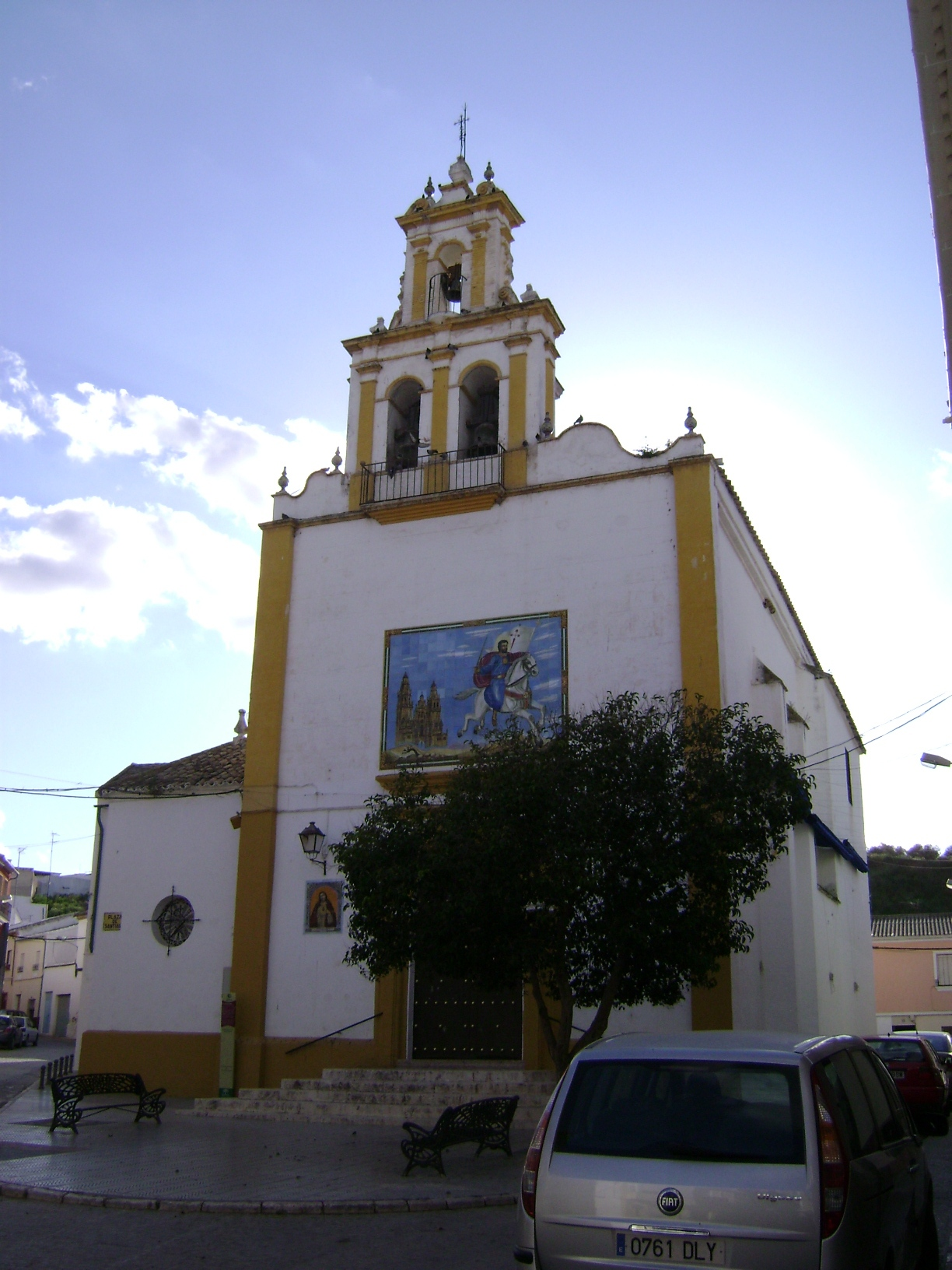
Pfarrkirche Santiago el Mayor im Stadtteil Miragenil
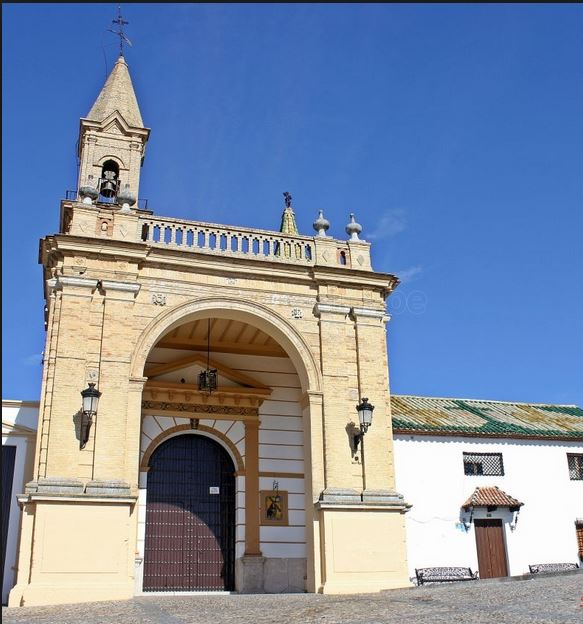
Sanctuario Nuestro Padre Jesús Nazareno
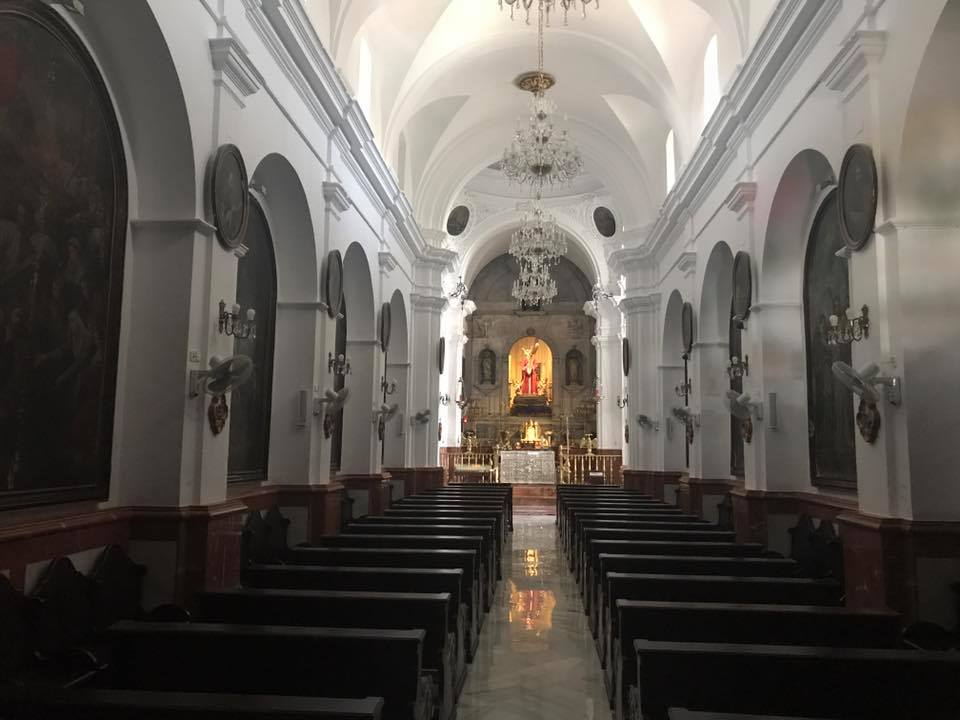
Innenansicht des Sanctuario Nuestro Padre Jesús Nazareno
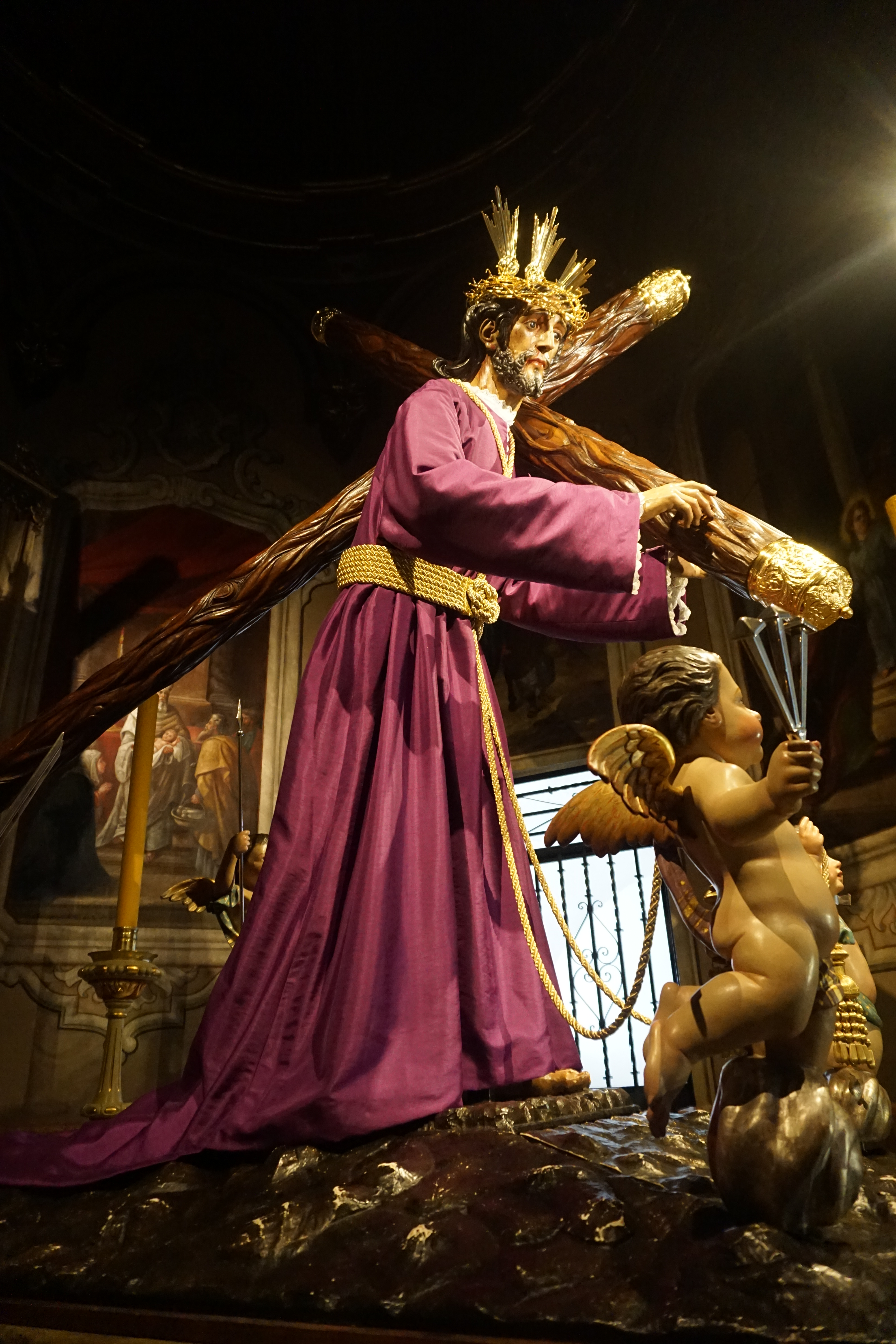
Skulptur Jesus von Nazaret, Patron von Puente Genil
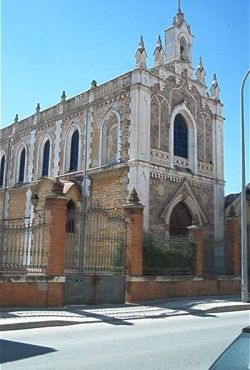
Pfarrkirche Nuestra Señora del Carmen
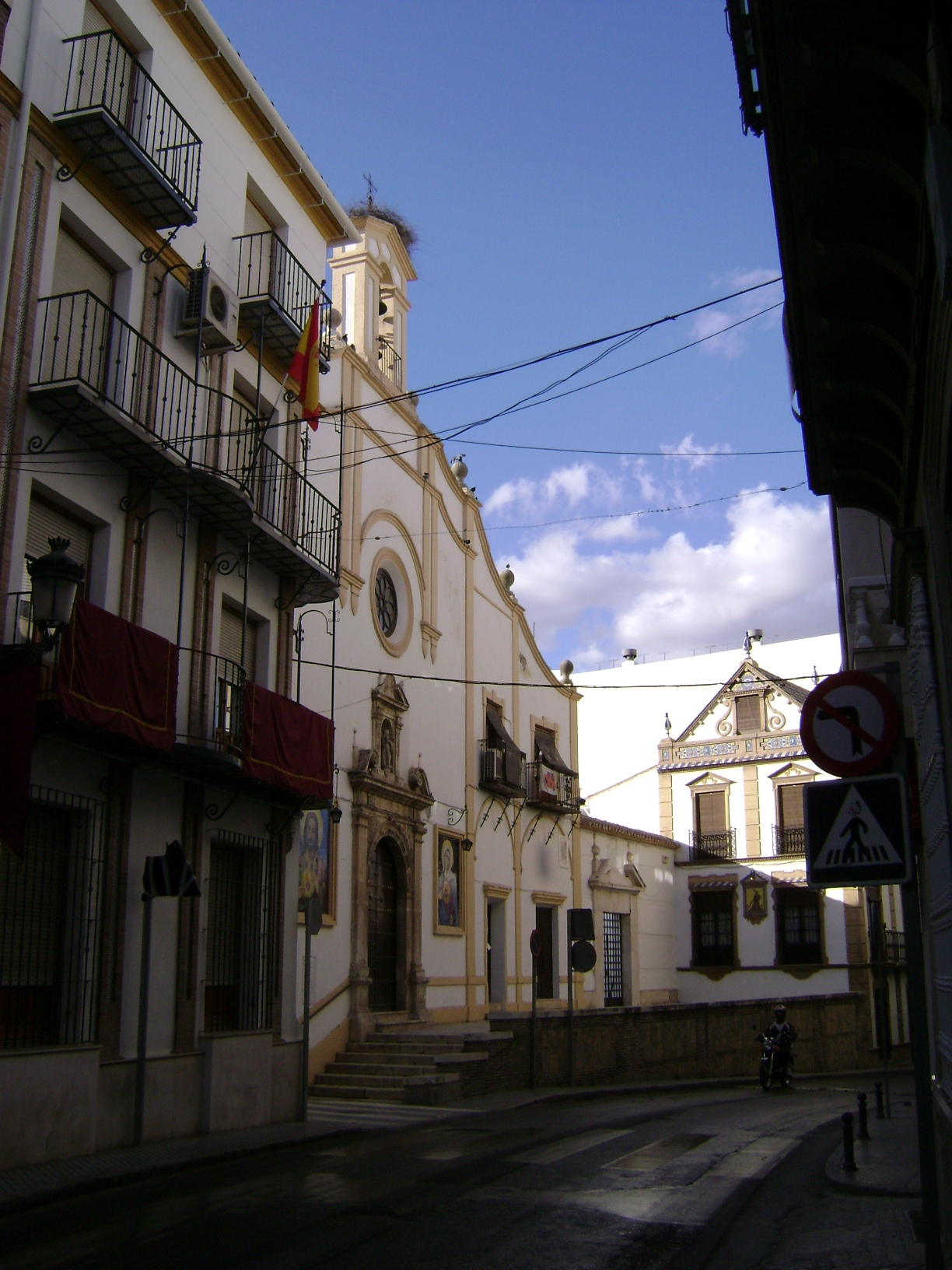
Kirche Nuestra Señora de la Victoria und angrenzendes historisches Museum
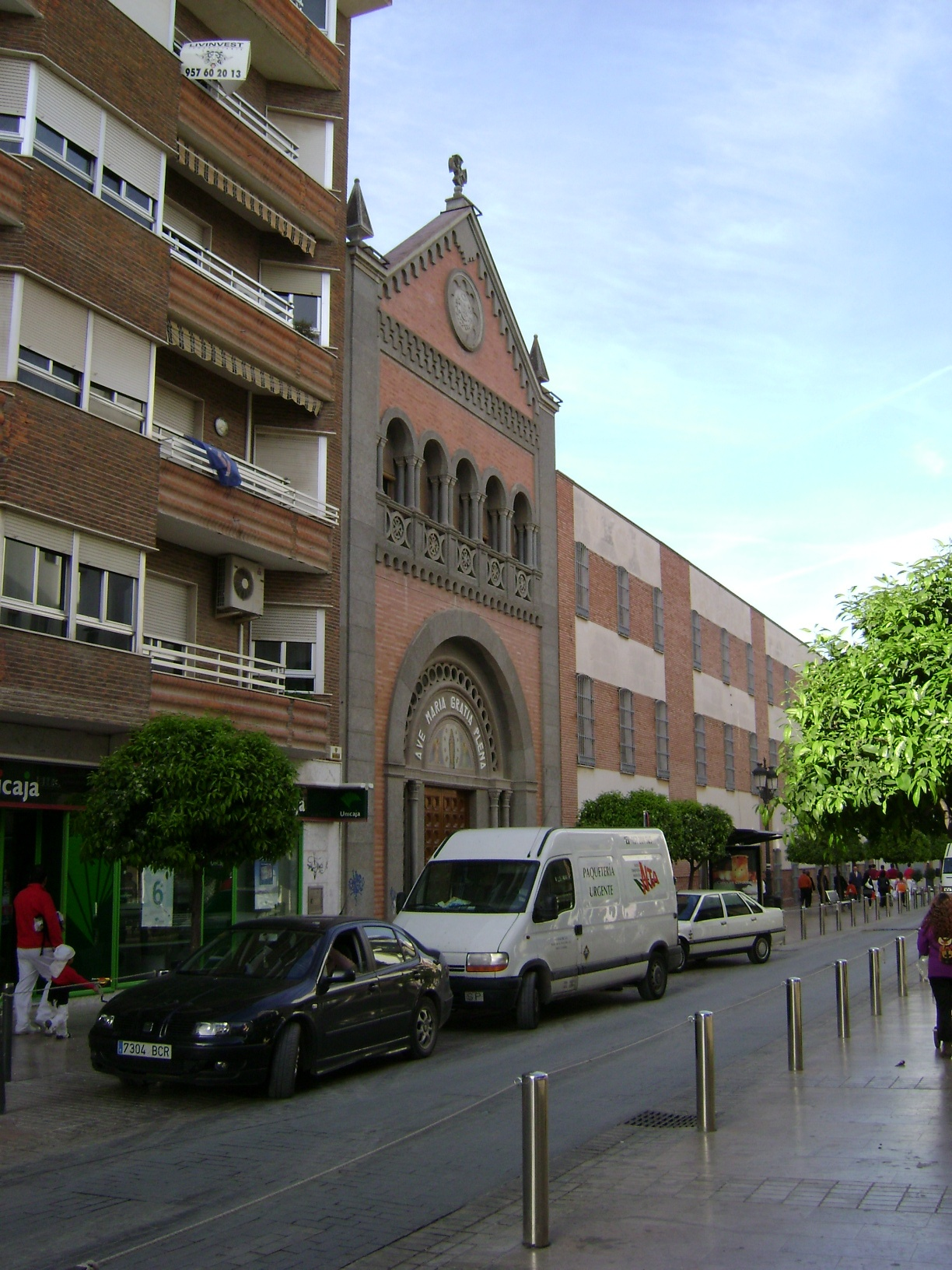
Kirche Realeza de María
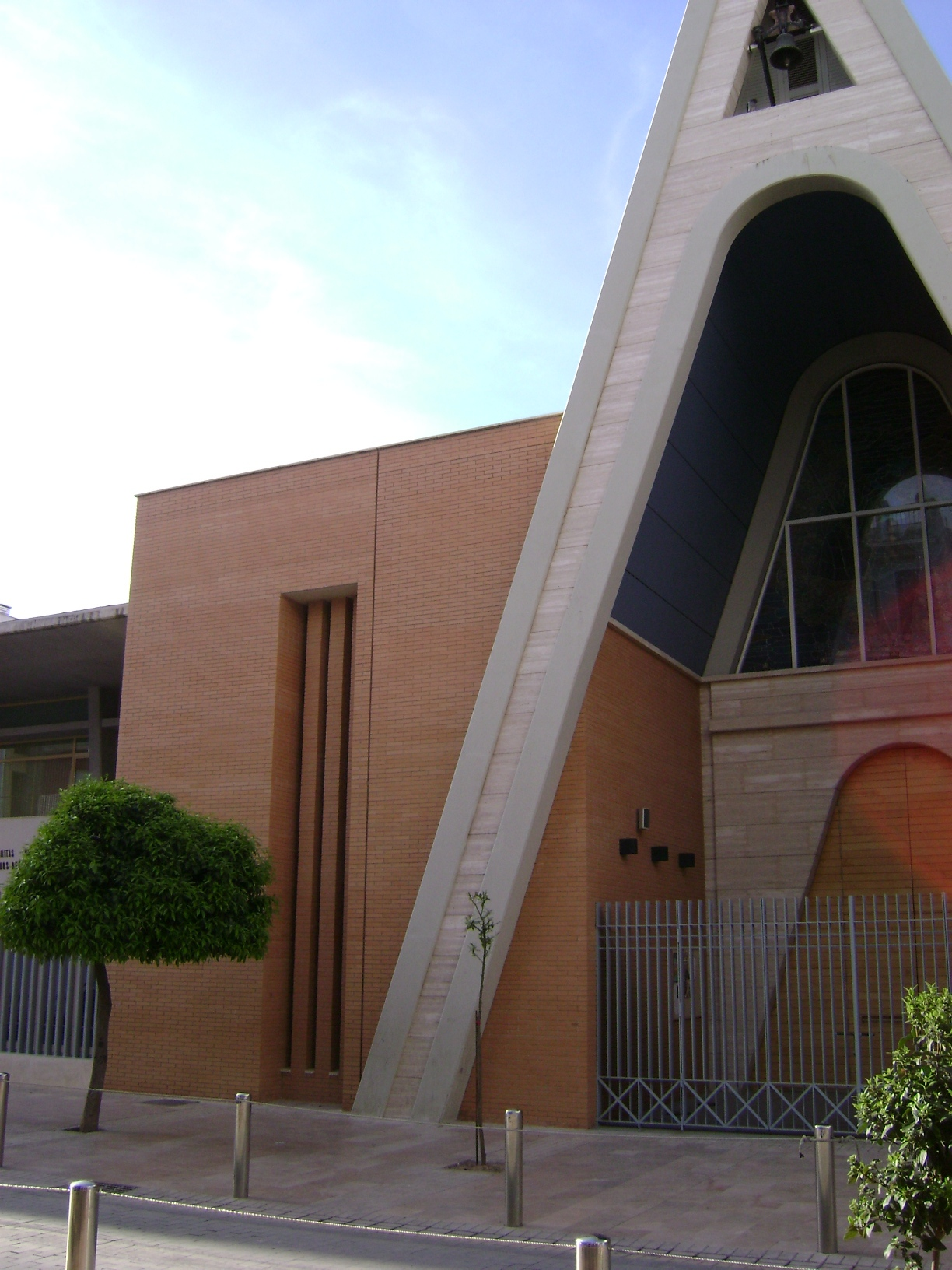
Kirche Nuestra Señora de los Desamparados und angrenzendes Altenheim
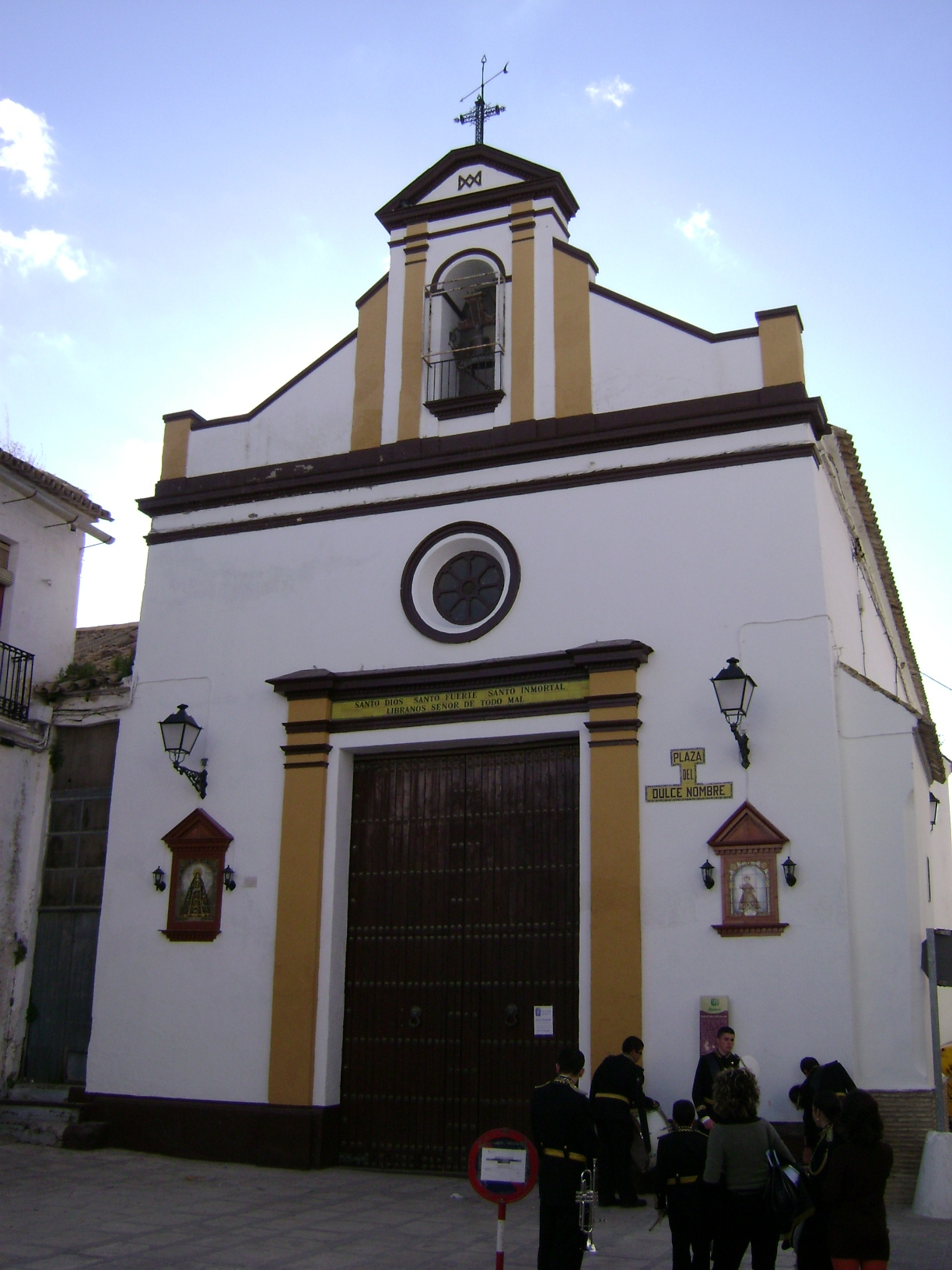
Ermita del Dulce Nombre
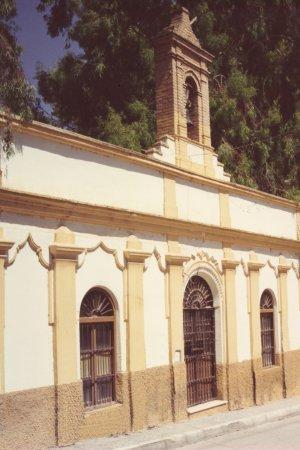
Kapelle des Señor del Río

### Industriearchitektur
- La Aurora wurde 1897 erbaut, um das Kraftwerk zu beherbergen. Die Fassade zeichnet sich durch dekorative Sichtziegel aus, die an den Mudéjar-Stil erinnern sollen.
- La Alianza wurde 1887 vom französischen Ingenieur Leopoldo Lemoniez als Getreidemühle und Wasserkraftwerk erbaut. Das vierstöckige Gebäude besitzt große verzierte Fenster und eine Fassade, bei der weiße Steine aus der Sierra Grossa als Zierelemente eingesetzt sind.
- Das Edificio del Carmen ist ein Gebäude des ländlichen Modernismus von 1904, das heutzutage ein Hotel beherbergt.
- Die Eisenbrücke von 1876, ebenfalls eine Konstruktion von Leopoldo Lemoniez, befindet sich oberhalb des Weilers El Palomar.

## Kultur

### Veranstaltungen und Feste
«¡Puente Genil hermoso, el más culto y religioso de la hermosa Andalucía, donde hay ricas procesiones, donde hay puras tradiciones … donde el vino es exquisito!»

„Wunderschönes Puente Genil, edelste und religiöseste der wunderschönen Städte Andalusiens, wo prächtige Prozessionen und pure Tradition stattfinden … wo der Wein exqusit ist!“

#### Karwoche
Die Semana Santa, die in Puente Genil auch Mananta genannt wird, ist ein feierlicher Höhepunkt des Jahres. Die Einwohnerzahl verdreifacht sich am Gründonnerstag und Karfreitag. Religiöse Bruderschaften, die meist im 16. und 17. Jahrhundert entstanden sind, sind die wichtigsten Betreiber der Prozessionen und Zeremonien. In Puente Genil gibt es 23 von ihnen. Sie werden vom Bistum Córdoba unterstützt. Außerdem tragen freie bürgerlich-religiöse Gruppierungen zu den Feiern bei. Die Mitglieder versammeln sich in ihren Begegnungsstätten, singen Saetas mit religiösen Inhalten und stoßen mit Wein an. Einige Gruppen kleiden sich in spezielle Gewänder, in denen sie beispielsweise biblische Gestalten darstellen. Eine besonders auffällige Gruppe nennt sich Imperium Romanum: Deren Mitglieder verkleiden sich als römische Soldaten und tragen zum großen Teil zur Musik bei.
Die Feierlichkeiten kulminieren vom Gründonnerstag an. Die Bruderschaften veranstalten ihre Prozessionen durch die Stadt. An mehr als 30 Stationen, die einen religiösen Bezug zu Jesus, Maria oder einer heiligen Person haben, werden Bußgebete gesprochen. Auf den Straßen werden Saetas und andere religiöse Lieder gesungen und Gedichte gesprochen. Der Höhepunkt wird am Karsamstag bei der großen Versammlung auf der Plaza Calvario erreicht.
Eine Vielzahl von Dichtern und Sängern trugen mit ihren Schöpfungen zur Semana Santa von Puente Genil bei.

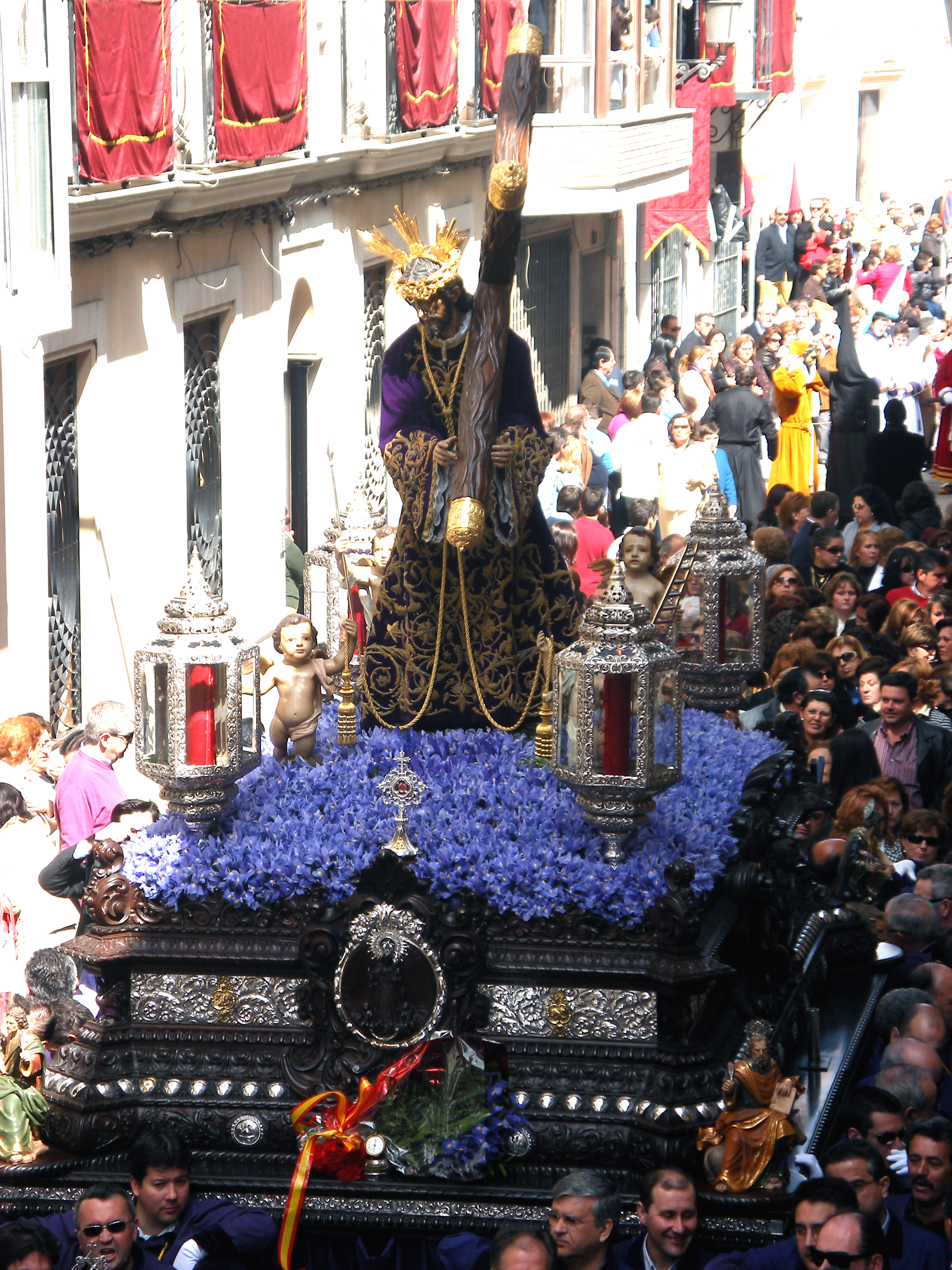
Jesus von Nazaret der Schreckliche
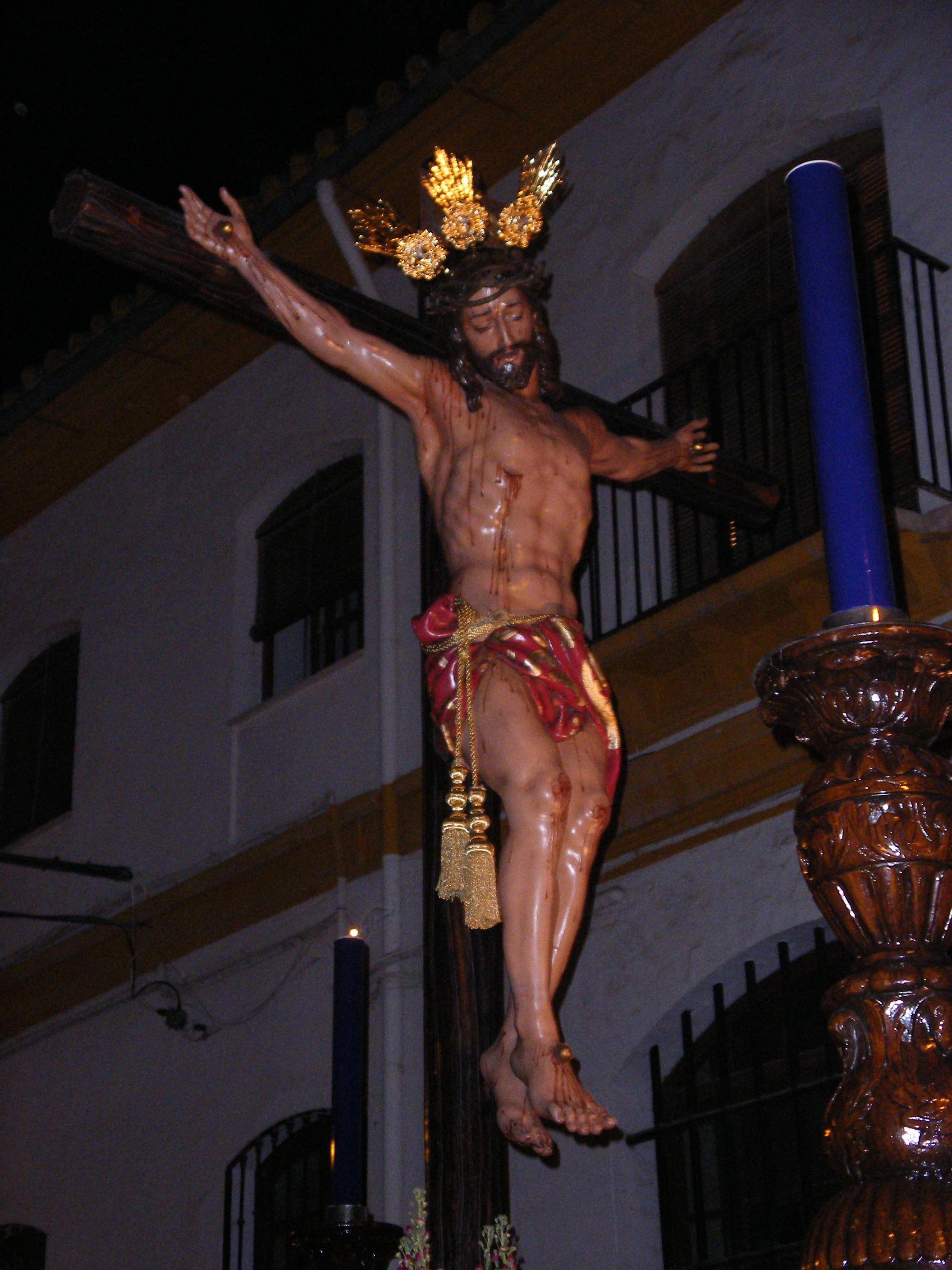
Der Allerheiligste Christus vom guten Tod
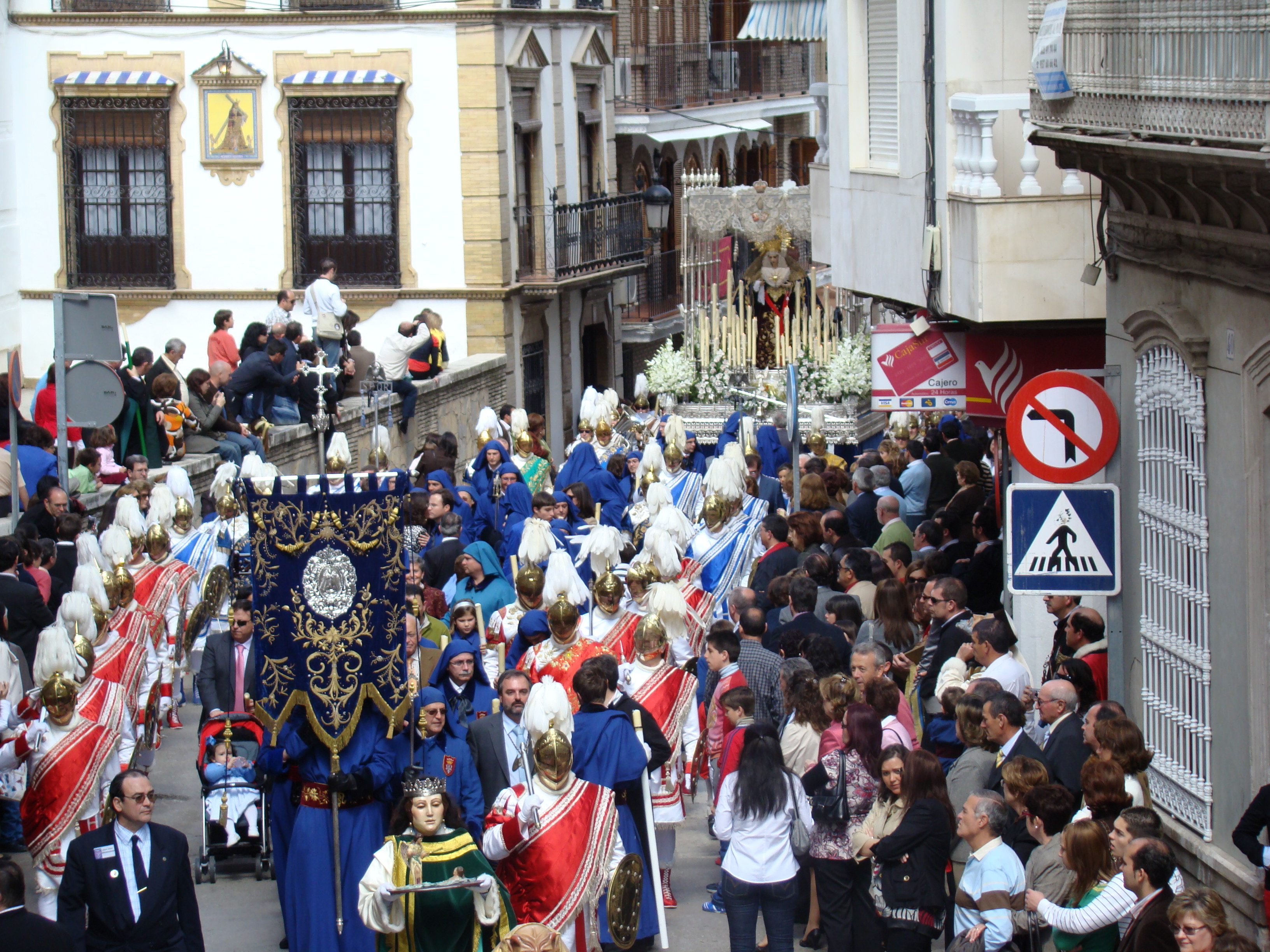
Imperium Romanum
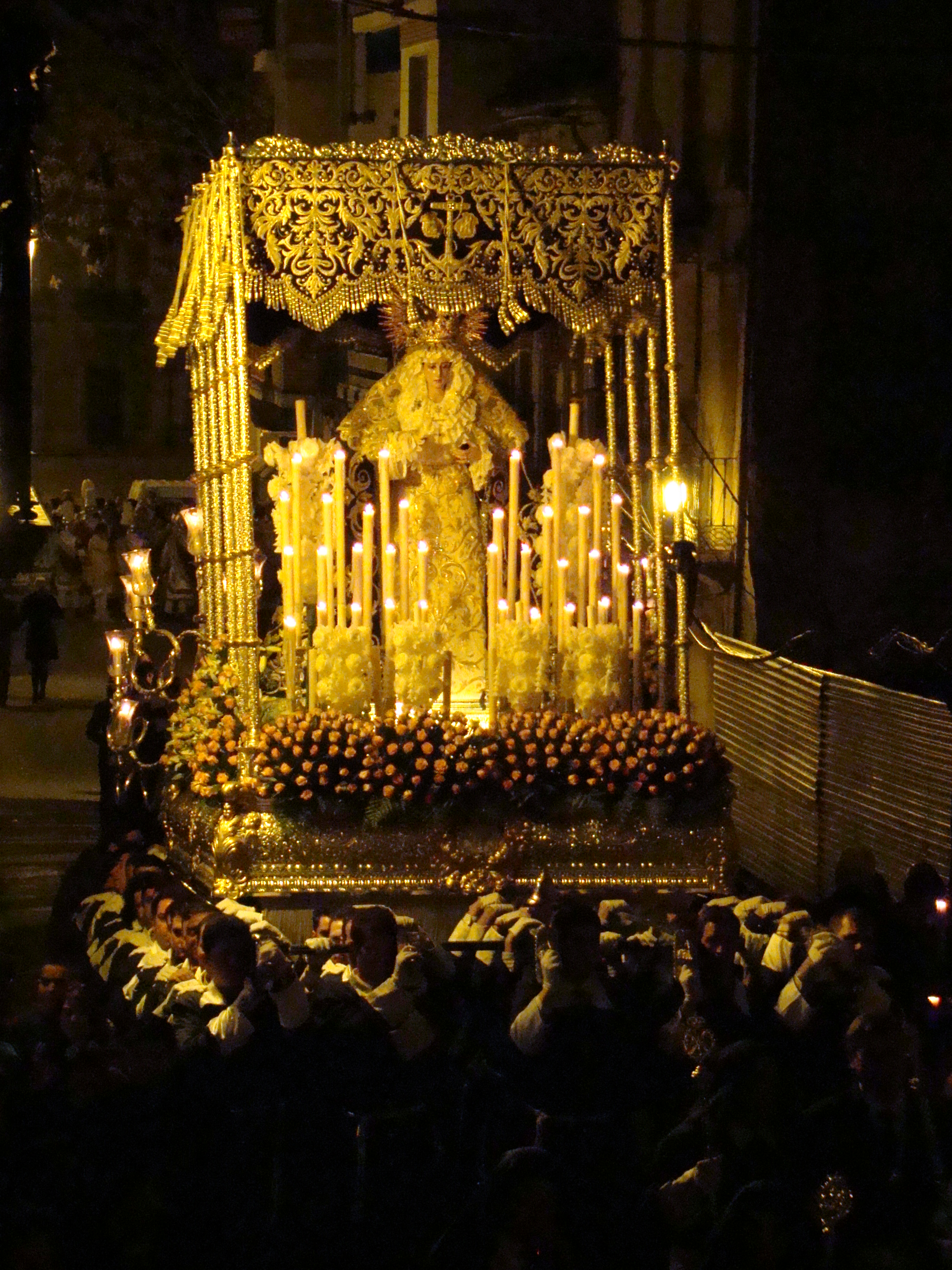
Die Jungfrau der Hoffnung

#### Weitere Festtage
- Die Feria Real findet zwischen dem 14. und dem 19. August statt.
- Das Rock and River Blues Festival wurde 2005 ins Leben gerufen.
- Der Verano Joven, der Sommer der Jugend, bietet jungen Menschen vom Kindesalter bis zum Alter von 35[21] Jahren eine Reihe sportlicher Aktivitäten, darunter ein Straßenfußball-Turnier, eine Nachtwanderung zur Sierra del Niño und Kanufahrten auf dem Genil.
- Das Festival Cante Grande Fosforito, eines der bedeutenden Flamenco-Festivals in Spanien, findet jedes Jahr im August statt.[22]

### Naturparks
- Naturpark und Stausee Embalse de Cordobilla[23]
- Laguna Tiscar[24]

### Bildungsstätten
Puente Genil verfügt über die folgenden Bildungsstätten:
- Privatschulen (Centros Docentes Privados):
  - CDP Alemán: Deutschsprachiger Kindergarten, Grund- und Sekundarschule.
  - CDP Compañía de María: Kindergarten, Grund- und Sekundarschule und Sonderpädagogik.
- Colegios de Educación Infantil y Primaria:[26]
  - CEIP Agustín Rodríguez
  - CEIP Castillo de Anzur
  - CEIP Dulce Nombre
  - CEIP José María Pemán
  - CEIP Enrique Asensi
  - CEIP Ramiro de Maeztu
  - CEIP Santiago Ramón y Cajal

- Escuela Infantil und Colegios de Educación Infantil:[27]
  - EI La Divina Providencia
  - CEI Ángel de la Guarda
  - CEI Mafalda
  - CEI Proyecto Educa
- Institutos de Educación Secundaria:[28]
  - IES Fuente Álamo: Carece de Bachillerato.
  - IES Ingeniero Juan de la Cierva
  - IES Manuel Reina
  - IES Profesor Andrés Bojollo
- Centro de Educación Permanente Los Pinos[29]
- Escuela Municipal de Música[30]

### Öffentliches Gesundheitswesen
Das moderne Regionalkrankenhaus Alto Guadalquivir verfügt über einen Notfalldienst, Operationssäle und Abteilungen für Dermatologie, Allgemein- und Viszeralchirurgie, Kardiologie, Pneumologie, HNO, Hämatologie, Anästhesie, Gastro-Enterologie, Urologie, Gynäkologie und Geburtshilfe, Augenheilkunde, Radiologie, klinische Analyse und Präventionsmedizin. Das neue Veterinärkrankenhaus hat mehrere Gesundheitsdienste für Tiere und Operationssäle für Tierchirurgie.

## Sport
Der Verein Club Balonmano Puente Genil spielt Handball in der höchsten spanischen Liga.

## Persönlichkeiten
- Manuel Reina Montilla (1856–1905), Dichter[31]
- Rodolfo Gil y Fernández (1872–1938), Politiker, Zivilgouverneur von Ourense und Tarragona, Opfer des Spanischen Bürgerkrieges
- Ana Vela Rubio (1901–2017), Altersrekordlerin
- Juan Rejano (1903–1976), Dichter[32]
- Ricardo Molina (1917–1968), Dichter[33]
- Fosforito (* 1932), Flamencosänger
- Francisco Rodríguez Torres (* 1957), Fußballspieler
- Edu Aquilar (* 1976), Hockey-Nationalspieler[34]
- Victor Sojo (* 1983), Hockey-Nationalspieler[35]
- Leonor Lavado (* 1983), Schauspielerin und Kabarettistin
- Álvaro Cejudo (* 1984), Fußballspieler
- Roberto Fernández (* 2002), Fußballspieler